# Grallaria dignissima
Grallaria dignissima là một loài chim trong họ Grallariidae.